# كليف ألكسندر
كليف ألكسندر (بالإنجليزية: Cliff Alexander)‏ مواليد 16 نوفمبر 1995 في شيكاغو، هو لاعب كرة سلة أمريكي. بدأ مسيرته الاحترافية في سنة 2015. يبلغ طوله 6 قدم 8 بوصة (2.0 م).

## المسيرة الاحترافية
لعب مع بورتلاند ترايل بلايزرز في موسم 2015–2016، ثم لعب مع إري بايهوكس في موسم 2016–2017، ثم لعب مع لونغ آيلاند نتس في سنة 2017.

## إحصائيات المسيرة

### الموسم الاعتيادي
| السنة   | الفريق                 | لعب | بدأ | دقيقة | ميداني% | ثلاثية | حرة  | ارتداد | صنع | استلاب | تصدي | نقطة |
| ------- | ---------------------- | --- | --- | ----- | ------- | ------ | ---- | ------ | --- | ------ | ---- | ---- |
| 2015–16 | بورتلاند ترايل بلايزرز | 8   | 0   | 4.5   | .500    | .000   | .000 | .8     | .0  | .1     | .3   | 1.3  |
| المسيرة | المسيرة                | 8   | 0   | 4.5   | .500    | .000   | .000 | .8     | .0  | .1     | .3   | 1.3  |

## روابط خارجية
- كليف ألكسندر على موقع إن بي أي (الإنجليزية)
- كليف ألكسندر على موقع سبورتس رفرنس (الإنجليزية)
- كليف ألكسندر على موقع كرة السلة الأوروبية.كوم (الإنجليزية)
- كليف ألكسندر على موقع كلية كرة السلة في سبورتس رفرنس.كوم (الإنجليزية)
- كليف ألكسندر على موقع ريلجم (الإنجليزية)
- كليف ألكسندر على موقع بروبوليرز (الإنجليزية)
- كليف ألكسندر على موقع سبورتس رفرنس (الإنجليزية)
- كليف ألكسندر على موقع سبورتس رفرنس (الإنجليزية)